# アイドルプリテンダー
『アイドルプリテンダー』は、晴瀬ひろきによる日本の漫画作品。怪しげな薬のために女子になってしまい、元に戻る資金を稼ぐためにアイドルになった主人公と周囲の人々の巻き起こす騒動を描くラブコメディ。『チャンピオンRED いちご』（秋田書店）2011年4月号（Vol.25）から2013年8月号（Vol.39）にかけて連載された。
作中ヒロインの露出度は高いものの、性的描写は皆無。キャッチフレーズは「性別混乱、混線恋愛模様」。

## ストーリー
「漢の中の漢」を目指す少年「因 瑛太」は、風邪薬と間違えて飲んだ怪しげな薬のために少女になってしまった。三億円もするその薬をもう一度買うため、彼（彼女）はグラビアアイドル「ちなみ」としてアイドル界の頂点を目指す。

## 登場人物
声は2013年2月号（Vol.36）付録ドラマCDの声優。
因 瑛太（ちなみ えいた） / ちなみ
声 - 花澤香菜
本作の主人公。「漢の中の漢」を目指してケンカに明け暮れていた少年。小栗が購入した怪しげな薬「神の美DX」（定価三億円）を風邪薬と間違えて飲んだのために少女になってしまう。ナルシストの小栗からも「稀代の美少女」と称される容姿を武器に、グラビアアイドルの「ちなみ」としてデビュー。三億円を稼いで男に戻り、ユイカに告白する事を目指して奮闘するが、次第に感性も少女のものになっていく。メイクを僅かな日時でマスターしていたり、完璧にクッキーを焼いたりできるなど、意外と女子力は高い。
もともと「漢の中の漢」を目標にしていたのは、憧れの存在だったユイカの理想のタイプが「漢らしい人」だったため。その実力は女性化後も健在で、キック一発で暴漢をKOしたり、不良数名を瞬殺する腕っぷしを誇る。
小栗 圭介（おぐり けいすけ）
声 - 浅沼晋太郎
瑛太（ちなみ）のルームメイト。デイトレードで三億円を稼いだり、学生の身でありながらちなみのマネージャーを務め、彼女を売り出すための会社を立ち上げるなど、常人離れした行動力の持ち主。
美少年ではあるが、かなりナルシストの気があったり、コスプレ（特に女装）が趣味であったりするなど、感性も常人離れしている。しかし、マネージャーとしてのちなみへの献身は本物かつ真摯なものがある。
北乃 ユイカ（きたの ゆいか）
声 - 佐藤利奈
瑛太（ちなみ）の学校の先輩で、瑛太の憧れの君。スタイル抜群の美少女で、学校でもアイドル的存在。実際にアイドルを目指してオーディションに出場した際に、乱入した暴漢に人質に取られそうになるが、同じオーディションに出ていたちなみに救われたことで彼女に好意を抱くようになる。
そのオーディションで入賞したのかは不明だが、次にちなみと会った際には彼女もタレントとしてデビューしていた。以来同業者として良くちなみと仕事をするようになっていく。マイペースで年上らしい包容力の持ち主だが、酒癖は極度に悪い。
蒼井 すばる（あおい すばる）
新人アイドル。見た目は美少女だが、実は女装趣味が昂じてアイドルの世界に入ってきた男の娘。そのためか、アイドルとしての仕事にはきわめて真摯で、仕事に身が入っていないちなみに嫌がらせを仕掛けた事もある。性癖はノーマルで、和解してからはちなみに恋愛感情を抱くようになるが、次第にどう見てもストーカーと言うレベルまで行動がエスカレートしていく。
名前が出たのは第三話だが、背景のモブキャラとしては第二話から登場している。
滝沢 凜太郎（たきざわ りんたろう） / 滝沢 凛（たきざわ りん）
タキリンという愛称で人気の男性アイドル。ドラマで共演するちなみに執拗に迫るが、実は女性。男性としてオーディションに出たところ合格してしまい、女性とばれないようにわざわざ女性アイドル・タレントとのスキャンダルを作っている。実際は純情な普通の少女で、撮影中のハプニングで性別がバレそうになるピンチを救ってくれた小栗に恋をする。
家庭科の成績が壊滅的で、簡単なクッキーすら作れなかったり、寝相が非常に悪かったり、女子としては割と残念な子。
黛 黒造（まゆずみ くろぞう）
声 - 不明
グラビア専門のカメラマン。「燃えと自然の融合」をテーマにした写真で有名らしい。実際には過激な露出をモデルに要求し、「過激なことやったもん勝ち」を公言するセクハラ親父だが、調子に乗り過ぎて小栗に殴られる。
その後は目が覚めたらしく、真面目なカメラマンになり、ちなみと小栗のためならどこにでも駆けつける、と言う男気を見せる。

## 書誌情報
- 晴瀬ひろき『アイドルプリテンダー』 秋田書店〈チャンピオンREDコミックス〉、全3巻
  1. 2012年2月20日発売、ISBN 978-4-253-23457-3
  2. 2013年1月18日発売、ISBN 978-4-253-23458-0
  3. 2013年10月18日発売、ISBN 978-4-253-23450-4